# أسمهان أيكول
أسمهان أيكول (بالتركية: Esmahan Aykol)‏؛ كاتبة تركية ولدت في أدرنة بتركيا عام 1973، 

## من مؤلفاتها
قامت بتأليف أربع روايات جريمة، وتمت ترجمتهما إلى ثماني لغات ومنها العربية:
- جريمة في إسطنبول (رواية).
- جريمة في البوسفور (رواية).

## وصلات خارجية
- (مصر اليوم): طبعة عربية من رواية «جريمة في إسطنبول» للكاتبة أسمهان أيكول